# Коринт (Миссисипи)
Коринт (англ.  Corinth ) — город в округе Олкорн в штате Миссисипи США.

## Описание
Административный центр округа Олкорн с 1870 года. Расположен в 85 милях (137 км) к востоку от Мемфиса, штат Теннесси, недалеко от границы с Теннесси в северо-восточном Миссисипи. Основанный примерно в 1855 году как перекрёсток железных дорог Мемфиса и Чарльстона, а также Мобайла и Огайо, он назывался Кросс-Сити до 1857 года, когда он был переименован в Коринф в честь древнего эллинского города. Во время Гражданской войны в США в 20 милях (32 км) к северу от города произошла кровавая битва при Шайло (6—7 апреля 1862 г.).

## Население
| 1870 | 2010    | 2020    |
| ---- | ------- | ------- |
| 1512 | ↗14 573 | ↗14 622 |